# Lokomotiv Kuban
O Lokomotiv Kuban (em russo:  ПБК «Локомотив-Кубань») é uma agremiação profissional de basquetebol situada na cidade de Krasnodar, Krai de Krasnodar, Rússia que disputa atualmente a VTB United League e a EuroCup.

## Histórico de temporadas
| Temporada | Nível | Liga       | Pos. | Resultado         | Copa Russa    | Competições europeias | Competições europeias | Competições europeias |
| --------- | ----- | ---------- | ---- | ----------------- | ------------- | --------------------- | --------------------- | --------------------- |
| 2010–11   | 1     | PBL        | 3    | Quarto Colocado   | Semifinalista | 3                     | EuroChallenge         | Finalsita             |
| 2011–12   | 1     | PBL        | 4    | Terceiro Colocado | –             | 2                     | EuroCup               | QF                    |
| 2012–13   | 1     | PBL        | 4    | –                 | –             | 2                     | EuroCup               | C                     |
| 2012–13   | 1     | Liga Unida | 3    | Finalista         | –             | 2                     | EuroCup               | C                     |
| 2013–14   | 1     | Liga Unida | 3    | Quartas de Finais | Finalista     | 1                     | EuroLiga              | T16                   |
| 2014–15   | 1     | Liga Unida | 3    | Semifinalist      | –             | 2                     | EuroCup               | QF                    |
| 2015–16   | 1     | Liga Unida | 5    | Quartas de Finais | –             | 1                     | EuroLiga              | 3º                    |
| 2016–17   | 1     | Liga Unida | 4    | Semifinalista     | Top 16        | 2                     | EuroCopa              | SF                    |
| 2017–18   | 1     | Liga Unida |      |                   |               | 2                     | EuroCopa              | Finalista             |